# Saint-Romain (Québec)
Saint-Romain è un comune del Canada, situato nella provincia del Québec, nella regione di Estrie.